# Región del Sur (Camerún)
La región del Sur es una de las diez regiones de la República de Camerún, cuya capital es la ciudad de Ebolowa.

## Geografía
Posee fronteras en el sur del país con tres países vecinos. De oeste a este limita con la República de Guinea Ecuatorial, con la República Gabonesa y la República del Congo. En el Suroeste tiene una costa sobre el Golfo de Guinea. También es adyacente a las regiones Sur, Litoral, en el noroeste, con las del Centro, Norte y Oriente en el este.

## Departamentos
Esta región camerunesa posee una subdivisión interna compuesta por unos cuatro departamentos a saber: 
- Dja-Et-Lobo
- Mvila
- Océan
- Vallée-du-Ntem

## Territorio y población
La región del Sur es poseedora de una superficie de 47.110 kilómetros cuadrados. Dentro de la misma reside una población compuesta por unas 604.864 personas (cifras del censo del año 2005). La densidad poblacional dentro de esta provincia es de 12,84 habitantes por kilómetro cuadrado.
- Datos: Q857122
- Multimedia: South Region (Cameroon) / Q857122